# Кастро, Адриан
Адриан Кастро (пол. Adrian Castro; род. 4 июня 1990, Ченстохова) ― польский параспортсмен, фехтовальщик на коляске. Серебряный призёр летних Паралимпийских играх 2020 в Токио и бронзовый призёр летних Паралимпийских играх 2016 года в Рио-де-Жанейро в сабле.

## Биография
Родился 4 июня 1990 года, Чинстохово, Польша. В 14 лет в результате аварии на мотоцикле он получил перелом позвоночника и травму спинного мозга, с тех пор передвигается в инвалидной коляске.
Завоевал бронзовую медаль в индивидуальной сабле B на чемпионате мира 2013 года, а также серебро и бронзу в индивидуальной сабле B и командной сабле B соответственно на чемпионате Европы 2014 года.
В 2015 году Кастро был назван польским спортсменом года с поражением года. Выиграв три золота и серебро в четырёх этапах Кубка мира, он завершил свой сезон, завоевав титул чемпиона мира на чемпионате мира в Эгере (Венгрия).
В 2017 году на чемпионате мира по фехтованию на колясках IWAS Кастро выиграл золотую медаль в мужских соревнованиях по сабле B.
Два года спустя он соревновался, чтобы защитить свой титул, и на этот раз он проиграл в финале и выиграл серебряную медаль в мужских соревнованиях по сабле B.

## На Паралимпийских играх
Адриан Кастро выступал за сборную Польши на летних Паралимпийских играх в 2012, 2016 и 2021 годах, на этих соревнования он стал двукратным призёром в мужских соревнованиях по сабле B.
На Летних Паралимпийских играх 2012 в Лондоне года он не смог пройти в плей-офф.
На Летних Паралимпийских играх 2016 года в Рио-де-Жанейро Кастро выиграл бронзовую медаль в соревнованиях по сабле B среди мужчин.
На 2020 летних Паралимпийских играх в Токио (Япония), Адриан Кастро завоевал серебряную медаль в мужской сабле В.